# Iman al-Obeidi
Iman al-Obeidi (également orthographié Eman al-Obeidy ; arabe : إيمان العبيدي prononcé : [ʔiːˈmæːn əlʕʊˈbeːdi] ; née vers 1982) est une ancienne étudiante en droit libyenne qui attire l'attention des médias du monde entier pendant la guerre civile libyenne. En effet, elle fait irruption dans le restaurant de l'hôtel Rixos à Tripoli et déclare à la presse internationale là-bas que les troupes libyennes l'ont battue et violée collectivement. Sa déclaration publique défie à la fois le gouvernement Kadhafi et le tabou entourant les crimes sexuels en Libye.
Les forces de sécurité gouvernementales la traînent hors de l'hôtel vers une destination inconnue et attaquent les journalistes qui essaient de l'aider. Les représentants du gouvernement affirment qu'elle est ivre, malade mentalement, prostituée et voleuse, et l'accusent de diffamation. Le Washington Post l'a décrite comme un « symbole de défiance contre Kadhafi ».
Elle est libérée de sa détention gouvernementale au bout de trois jours et est interviewée à plusieurs reprises par Libya TV - une chaîne satellite d'opposition - et par CNN, au cours desquelles elle donne des détails graphiques sur son viol et sa détention ultérieure par des responsables gouvernementaux. Elle fuit la Libye avec un officier militaire qui fait défection et qui l'aide à passer en Tunisie, déguisée en berbère pour cacher son identité. Elle s'est d'abord vue offrir la protection de diplomates européens au Qatar  et y a demandé le statut de réfugiée. Après l'avoir initialement protégée, début juin 2011, le Qatar l'expulse de force vers la Libye. Le 4 juin 2011, elle obtient l'asile aux États-Unis avec l'aide d'Hillary Clinton.
Al-Obeidi s'est installée dans le Colorado sous le nom d'Eman Ali,,,. Elle a ensuite été accusée d'un certain nombre d'infractions violentes, dont une agression en février 2014 contre deux clients dans un bar du centre-ville de Boulder, pour laquelle elle est reconnue coupable en mai 2015 d'un crime de classe 4.

## Contexte
Iman al-Obeidi est l'une des dix enfants nés à Tobrouk d'Aisha et d'Atik al-Obeidi. Son père est agent des douanes. Sa mère déclare à CNN qu'Iman a toujours voulu être journaliste, mais en raison du manque de liberté de la presse en Libye, elle a décidé d'étudier le droit à la place. Elle est diplômée en droit de l'Université Omar Al-Mukhtar de Bayda et vivait à Tripoli depuis un an avec sa sœur Amal, soit en stage dans un cabinet d'avocats, soit dans un office de tourisme, tout en poursuivant des études de troisième cycle.

## Polémique de mars 2011

### Apparition à l'hôtel Rixos Al Nasr
Al-Obeidi est entrée à l'hôtel Rixos Al Nasr le 26 mars 2011, déclarant plus tard à CNN qu'elle est entrée en se faisant passer pour un membre du personnel. Après avoir trouvé des journalistes étrangers dans le restaurant, elle leur a montré ses blessures, que le New York Times a décrites comme « une large ecchymose sur son visage, une grande cicatrice sur le haut de sa cuisse, plusieurs éraflures étroites et profondes plus bas sur sa jambe, et des marques cela semblait provenir de la liaison autour de ses mains et de ses pieds ».
Elle déclare aux journalistes qu'elle a été arrêtée deux jours plus tôt à un poste de contrôle sur Salahiddeen Road à Tripoli, alors qu'elle se trouvait dans une voiture avec son beau-frère, plus tard signalé comme Salih Hamid al-Aguri. Lorsque le personnel de sécurité a entendu son accent libyen oriental, on lui a ordonné de produire sa carte d'identité, et lorsqu'ils ont appris qu'elle venait de Tobrouk, où les forces rebelles sont actives, ils l'ont emprisonnée. Elle a nommé le chef du groupe qui l'a interpelée comme Mansour Ibrahim Ali. Elle est détenue pendant deux jours, au cours desquels elle déclare avoir été ligotée, urinée et déféquée dessus, et violée par 15 hommes, certains d'entre eux filmant le crime.
Il y a eu une bagarre dans l'hôtel alors que les responsables gouvernementaux et le personnel de l'hôtel ont tenté de la faire taire. Plusieurs journalistes ont reçu des coups de pied, des coups de poing et des renversements alors qu'ils tentaient de l'aider ou de lui parler. Les forces de sécurité ont frappé Jonathan Miller de Channel 4 News au visage pour avoir pris sa défense. Elles ont poussé Charles Clover du Financial Times au sol et lui ont donné des coups de pied, brisé une caméra de CNN et pointé une arme sur une équipe de télévision.
Charles Clover a ensuite été expulsé ; avant l'incident, on lui a dit qu'il y a « des inexactitudes dans ses rapports ». Un membre du personnel de l'hôtel déclare à Miller que les personnes impliquées dans les violences, qui portaient des uniformes de l'hôtel, ne travaillaient en fait pas pour l'hôtel. Ses agresseurs ont accusé al-Obeidi d'être un « traître à Kadhafi » ; deux femmes ont saisi des couteaux de table pour la menacer ainsi que les journalistes, l'une d'elles a ensuite jeté une couverture sur la tête d'al-Obeidi pour tenter de l'étouffer. Elle a spécifiquement demandé à parler à Reuters et au New York Times ; Michael Georgy de Reuters a pu lui parler brièvement avant qu'elle ne soit emmenée. Elle a finalement été maîtrisée, traînée hors de l'hôtel et conduite dans une voiture banalisée vers un lieu inconnu.

### Réponse du gouvernement Kadhafi
Il y a eu une confusion pendant plusieurs jours quant à savoir si elle est détenue par le gouvernement ou avec sa famille. Lors d'une conférence de presse le 26 mars, le porte-parole du gouvernement, Moussa Ibrahim, déclare que les enquêteurs ont découvert qu'al-Obeidi est ivre et peut-être malade mentalement, une suggestion qui faisait craindre qu'elle ne soit incarcérée pour une durée indéterminée dans un établissement psychiatrique contrôlé par le gouvernement, poursuivant la liste des disparitions forcées dont l'opposition accuse le régime de Kadhafi.
Après que des journalistes ont demandé à la voir, le vice-ministre libyen des Affaires étrangères, Khaled Kaim, déclare à CNN que cinq hommes, dont le fils d'un haut gradé de la police libyenne, ont été arrêtés en lien avec le viol présumé. Kaim déclare qu'al-Obeidi est détenu au siège du renseignement national libyen, se portait bien et bénéficierait d'une aide juridique. Ibrahim a retiré l'allégation selon laquelle elle est mentalement malade, mais a ensuite suggéré qu'elle est une voleuse et une prostituée (arabe : sharmuta)  qui a participé à une réunion préétablie avec l'un des violeurs présumés.
Ibrahim a exprimé sa frustration face à la fureur internationale suscitée par al-Obeidi alors que la Libye subissait des raids aériens quotidiens et des pertes civiles massives. Le 27 mars, il déclare qu'al-Obeidi est libérée et qu'elle est avec sa sœur. Le 28 mars, ses parents ont nié cela, affirmant qu'elle est détenue dans l'enceinte de Kadhafi à Bab al-Azizia. Selon un militant rebelle, des représentants du gouvernement Kadhafi ont téléphoné à sa mère à trois heures du matin le 27 mars, offrant à al-Obeidi "une nouvelle maison et beaucoup d'argent et tout ce qu'elle voulait" si elle voulait changer son histoire. Sa mère aurait parlé à al-Obeidi par téléphone et elle a répondu: "Je mourrai plutôt que de changer mes mots."
Le 29 mars, Ibrahim déclare aux journalistes que les hommes accusés de viol par al-Obeidi portaient plainte contre elle et qu'elle faisait face à des accusations criminelles : « Les garçons qu'elle accuse portent plainte contre elle parce que c'est une infraction très grave d'accuser quelqu'un d'un crime sexuel." Il déclare que l'affaire pénale d'al-Obeidi contre ses violeurs présumés est abandonnée parce qu'elle a refusé de se soumettre à un examen médical. Le 3 avril, des partisans de Kadhafi ont publié sur le Web ce qu'ils ont qualifié de vidéo pornographique réalisée par al-Obeidi. Un journaliste des médias d'État en donne une copie au New York Times, qui l'a décrite comme une vidéo maison d'une danseuse du ventre, relativement chaste selon le journal, et ressemblant peu à al-Obeidi.

## Fuite de la Libye
Le 8 mai 2011, CNN a annoncé que le 5 mai, elle s'est enfuie en Tunisie avec l'aide d'un officier militaire en défection et de rebelles libyens. Elle portait une coiffe traditionnelle berbère pour franchir la frontière, qui cachait son visage, à l'exception d'un œil.
Le 11 mai, Al Jazeera English a rapporté qu'al-Obeidi s'est enfui à Doha, la capitale du Qatar, citant un rapport du diplomate rebelle Ali Zaidan lors d'une conférence de presse le même jour. Selon CNN, après avoir fui vers la Tunisie, elle est accueillie à la frontière par des diplomates français, qui l'ont remise aux responsables du Conseil national de transition qui l'ont aidée à s'enfuir au Qatar.
Le 18 mai, elle a accordé une interview à Nic Robertson de CNN dans sa nouvelle maison au Qatar. Elle a dit qu'elle se sentait "libérée" maintenant qu'elle est hors de Libye.
Le 2 juin, Sybella Wilkes, une porte-parole du HCR, déclare qu'al-Obeidi est expulsé du Qatar et est de retour en Libye, dans le fief rebelle de Benghazi. Le Conseil national de transition aurait fait pression sur le gouvernement qatari, qui est allié aux rebelles, pour qu'il l'expulse. Elle est au Qatar en attente d'être réinstallée en tant que réfugiée.

### Statut de réfugié aux États-Unis
Le 5 juin 2011, sa sœur a annoncé que la veille al-Obeidi a obtenu l'asile aux États-Unis. Le 27 juillet, après avoir passé 54 jours dans un centre de réfugiés de l'ONU à Timișoara, en Roumanie, al-Obeidi est arrivé à New York. Dans une interview accordée à CNN, elle a remercié le gouvernement américain et la secrétaire d'État Hillary Clinton pour leur soutien et leur aide,.
En 2012, al-Obeidi vivait à Denver où elle étudiait l'anglais langue seconde.
En 2014, elle résidait à Boulder, Colorado et vivait avec une allocation mensuelle de 1 800 $ de l'ambassade de Libye.

## Réponse

### Gouvernements et organisations internationales
Le Conseil national de transition libyen a publié une déclaration le 27 mars 2011 condamnant le traitement d'al-Obeidi comme "criminel, barbare et une violence impardonnable contre sa dignité, la dignité du peuple libyen et de toute l'humanité" et exigeant l'arrêt immédiat la libération d'al-Obeidi et de toutes les autres femmes, enfants, journalistes et civils détenus par Kadhafi et son régime.
Le ministre britannique des Affaires étrangères , William Hague, déclare que les incidents de telles violences sexuelles en Libye sont une démonstration du "mépris absolu du gouvernement Kadhafi pour toute compréhension des droits de l'homme". La sous-commission des droits de l'homme du Parlement européen a exigé sa libération immédiate et déclare que l'incident est "emblématique de la situation des femmes dissidentes en Libye". Amnesty International a qualifié l'histoire d'al-Obeidi de « bouleversante » et a exigé qu'elle soit libérée pour qu'une enquête soit ouverte.

### Grands médias
L'histoire s'est propagée en quelques heures à travers le monde, avec des vidéos et des photos devenues virales sur Internet. Le magazine Time a qualifié l'histoire "d'autre crise du régime libyen", ajoutant que ses accusations "n'auraient pas pu être plus dramatiques - ou plus mal programmées pour le régime du dictateur libyen". Le journaliste canadien Neil Macdonald a rejeté la réponse du gouvernement libyen comme un contrôle des dégâts « imprudent et stupide », sur la base de son expérience dans le monde arabe où « le viol... est couramment utilisé comme punition par les forces de sécurité ». Il a qualifié son acte de "non seulement incroyablement courageux mais quasi suicidaire", en raison des répercussions sociales subies par les victimes de viol dans des sociétés comme la Libye de Kadhafi. Il a suggéré qu'elle est une véritable héroïne qui méritait d'être assise à côté de la Première Dame des États-Unis lors du prochain discours sur l'état de l'Union.

### Manifestations publiques
Un groupe composé principalement de femmes à Benghazi a défilé avec des affiches en faveur d'al-Obeidi le 27 mars .
Le 30 mars, un groupe de femmes nord-africaines a organisé un rassemblement le long de Pennsylvania Avenue, près de la Maison Blanche. Ils ont rejeté les allégations des responsables libyens selon lesquelles al-Obeidi est ivre, mentalement instable ou prostituée, comme des signes d'oppression, et déclarent que "ce qui est arrivé à Eman est arrivé à des milliers d'hommes et de femmes libyens. C'est ainsi que Kadhafi exerce des représailles contre les civils, en violant leur honneur." Le groupe déclare qu'il prévoyait de se rassembler chaque semaine jusqu'à ce qu'al-Obeidi soit retrouvé.

## Situation des victimes de crimes sexuels en Libye
David Kirkpatrick du New York Times écrit que le viol est souvent considéré en Libye comme un crime contre l'honneur d'une femme ou de sa famille, plutôt qu'une attaque contre un individu. Les femmes qui ont été violées risquaient d'être rejetées ou forcées d'épouser le violeur. Elles peuvent être confinées pendant des années dans des centres de réadaptation, où, selon les défenseurs des droits de l'homme, elles sont privées d'éducation à l'exception des leçons sur l'islam, placées à l'isolement ou menottées si elles résistent, et soumises à ce que Kirkpatrick appelle des tests de virginité non scientifiques. Elles ne sont autorisées à partir que lorsqu'elles sont libérées par un mari ou lorsqu'un homme propose de les épouser. Kirkpatrick écrit que, selon une source de Human Rights Watch, les hommes arrivent dans les centres à la recherche, en partie, d'épouses dociles.

## Problèmes juridiques aux États-Unis et condamnations pour voies de fait
En février 2014, al-Obeidi est arrêté à Boulder pour voies de fait au deuxième degré après avoir physiquement attaqué deux clients dans un bar du centre-ville, en blessant gravement un. En mai 2015, elle est reconnue coupable de l'agression de 2014 après que le jury a rejeté son allégation de légitime défense. Un crime de classe 4, l'accusation est passible d'une peine pouvant aller jusqu'à 6 ans de prison.
Avant cet incident, elle est arrêtée trois fois dans le Colorado : pour conduite désordonnée, résistance à l'arrestation et voies de fait. Dans le deuxième de ces incidents, en août 2013, elle est initialement accusée d'agression au deuxième degré contre un policier et de délit d'agression au troisième degré, d'obstruction à un policier et de résistance à l'arrestation. En septembre suivant, les accusations ont été réduites à un seul chef d'accusation de tentative d'agression au troisième degré pour laquelle al-Obeidi a plaidé coupable, et le tribunal lui a imposé un an de probation et lui a ordonné de demander des conseils en santé mentale et de l'aide pour l'abus d'alcool,,. Alors qu'elle est encore en probation et sous caution pour l'agression de février 2014, elle est arrêtée en novembre 2014 pour avoir été testée positive aux opiacés et à l'alcool. En décembre suivant, elle est condamnée à sept mois de placement à l'extérieur pour cette violation. Cependant, après avoir violé les termes de ce programme, al-Obeidi est incarcéré à la prison du comté de Boulder en janvier 2015.
Le 2 septembre 2015, al-Obeidi est condamnée par le tribunal de district de Boulder à 6 ans de prison pour l'agression de février 2014. En rejetant une demande de l'avocat d'al-Obeidi, Eric Zale, pour un réexamen de la peine après 120 jours et une éventuelle probation, le juge Andrew Macdonald déclare : « C'est terrible, je ne sais pas comment le décrire autrement... Il est vraiment clair pour moi que Mme Ali a un problème de santé mentale assez grave, très probablement lié au traumatisme en Libye. Mais c'est aussi préoccupant qu'elle refuse de se faire soigner. » Concluant l'audience, le juge Macdonald déclare à al-Obeidi : « J'ai de sérieuses inquiétudes quant au fait que lorsque vous sortirez de prison, vous puissiez à nouveau vous trouver dans cette situation. ». 